# 意大利歌剧
意大利歌剧是西方音乐艺术的一种形式，以意大利语言和美声唱法演唱，并有一定格式规范的歌剧艺术。意大利歌剧起源于文艺复兴时代之后的意大利，然而后来许多非意大利的欧洲作曲家也写作意大利歌剧，如亨德尔、格鲁克、莫扎特等，当然也有一批意大利本土的作曲家创作了一批辉煌的作品，如罗西尼、贝利尼、多尼采蒂、威尔第和普契尼。如今意大利歌剧在世界各地被上演，被各个不同文化背景的人民所欣赏。